# Wood Lane (Metropolitan Line)

Lage der Stationen in der Gegend um Shepherd’s Bush

Wood Lane war der Name zweier heute geschlossener Stationen der London Underground. Sie lagen beide in unmittelbarer Nähe, waren aber betrieblich nicht miteinander verbunden. Eine war Bestandteil der Metropolitan Line (heute Hammersmith & City Line), die andere eine Station in einer Wendeschleife der Central Line. Der Bahnhof der Metropolitan Line befand sich zwischen den heutigen Stationen Latimer Road und Shepherd’s Bush Market.
Die Station der damaligen Metropolitan Railway (Vorgängergesellschaft der Metropolitan Line) wurde am 1. Mai 1908 für die Franco-British Exhibition eröffnet. Die ursprünglichen Planungen sahen vor, dass der Bahnhof nur für die Dauer der Ausstellung geöffnet sein sollte. Allerdings wurde er erst am 31. Oktober 1914 wieder geschlossen, als man die Station Shepherd’s Bush nach Norden verlegte und diese dadurch nur noch knapp 300 Meter entfernt lag.
Am 5. Mai 1920 nahm die Metropolitan Railway die Station wieder in Betrieb, jedoch nur für den Veranstaltungsverkehr zum angrenzenden Messegelände. Nach einem Brand des hölzernen Bahnsteigs wurde sie am 24. Oktober 1959 endgültig geschlossen. Bereits kurze Zeit später riss man die Anlage ab (die Strecke verläuft oberirdisch) und es existieren nur noch wenige Relikte, wie zum Beispiel das Fahrkartenhäuschen unter dem Viadukt.
Wenige hundert Meter weiter nördlich besteht an der gleichen Strecke eine Station, die ebenfalls den Namen Wood Lane trägt und im Oktober 2008 eröffnet wurde.